# Reyesia chilensis
Reyesia chilensis är en potatisväxtart som beskrevs av Dominique Clos. Reyesia chilensis ingår i släktet Reyesia och familjen potatisväxter. Inga underarter finns listade i Catalogue of Life.